# Armengola
.

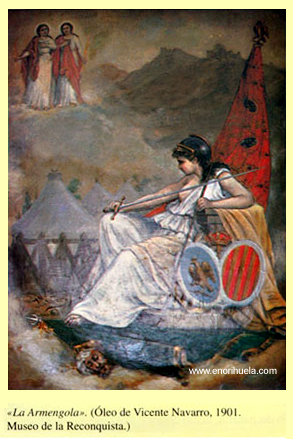
Cuadro "La Armengola" de Vicente Navarro Romero

La Armengola es un personaje ficticio de la historia de Orihuela, provincia de Alicante (España). La leyenda cuenta que La Armengola se llamaba Hermenegilda-Eugenia y era la mujer de Pedro Armengol, de ahí el apodo de "La Armengola". Es una de las figuras más importantes de Orihuela. Desde 1991, para conmemorar la hazaña de La Armengola, cada año es elegida una mujer oriolana para representarla en las Fiestas de Moros y Cristianos de Orihuela. Excepto en 2023 que se nombró a una murciana como Armengola.

## Historia
Cuenta la leyenda que allá por principios del siglo XIII, la ciudad de Orihuela estaba invadida por musulmanes. En el castillo de esta ciudad, vivía el alcaide Benzaddon con su familia. Hermenegilda-Eugenia, alias «La Armengola», era la nodriza de los hijos de Benzaddon, por este motivo ella tenía acceso libre al Castillo de Orihuela. Un día, los mudéjares locales se reunieron con los del Reino de Murcia para asesinar a los cristianos residentes en la mozarabía del Arrabal Roig. Se concretó que dicha matanza se llevaría a cabo el 16 de julio. La Armengola era cristiana, pero Benzaddon le contó sus planes para que fuera a refugiarse al castillo junto con su familia.
La Armengola decidió advertir de los planes del alcaide al pueblo cristiano de la masacre que iba a cometer. Así pues, en la noche del 16 de julio disfrazó a dos robustos jóvenes llamados Aruns y Ruidoms para que parecieran sus hijas. De este modo, llegaron al castillo y entraron, emprendiendo a cuchillazos contra todos los que se encontraban por el camino hasta llegar a Benzaddon. Al asesinarle, tomaron el castillo. Al ser al día siguiente el de las Santas Justas y Rufina, patronas de Orihuela, se colocaron dos luceros en el castillo en su honor, y también para avisar al pueblo oriolano de que era libre. 
Al día siguiente, 17 de julio, Jaime I de Aragón terminaría por echar a los musulmanes de Orihuela.
Desde entonces, el 17 de julio es el día en el que se conmemora la hazaña de esta mujer guerrera y de la Reconquista de Orihuela.

## Armengolas de Orihuela

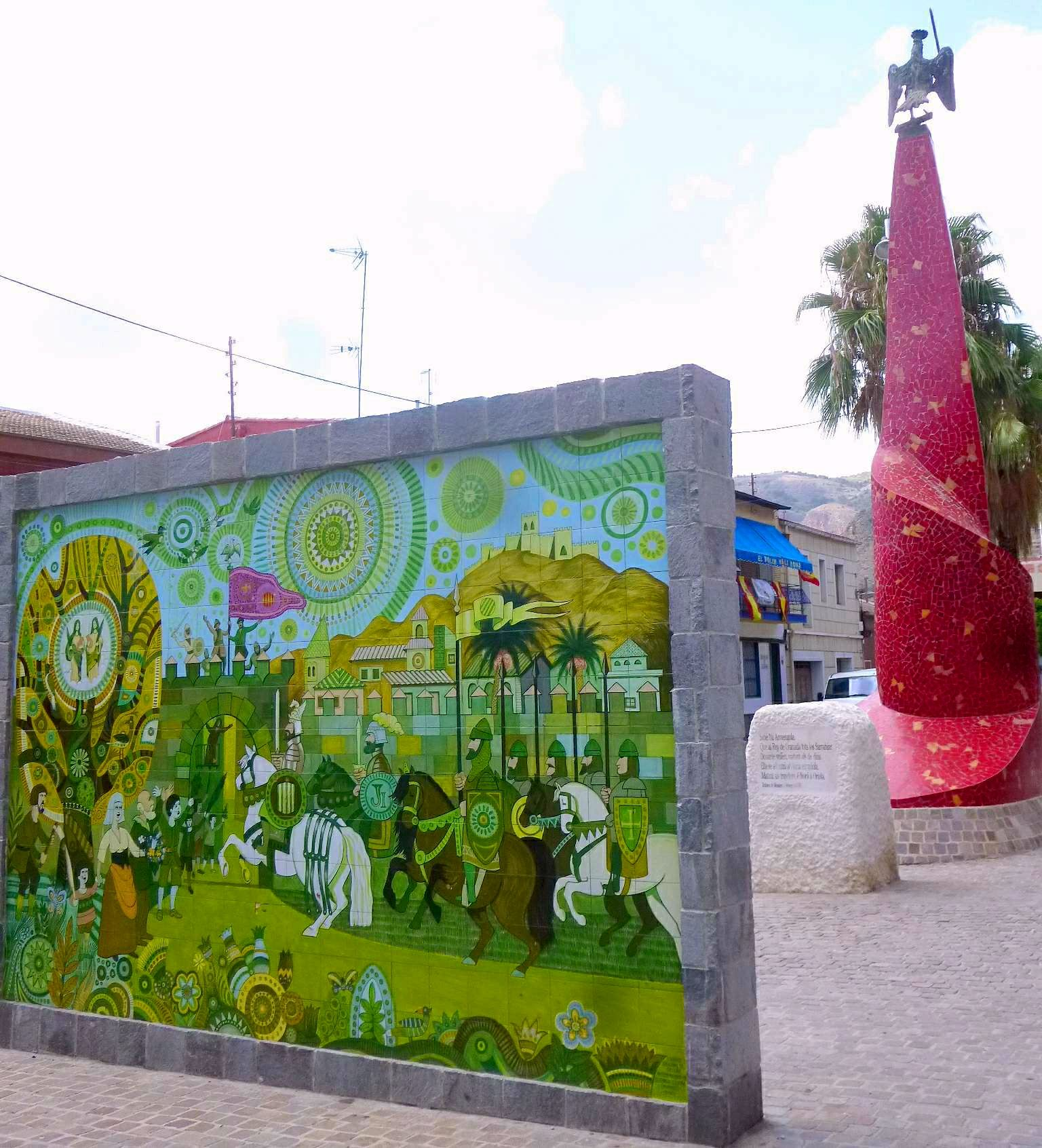
Monumento a la Armengola en Orihuela

Desde 1991 se nombra todos los años a una mujer oriolana para representar la figura de La Armengola durante las Fiestas de Moros y Cristianos de Orihuela. Así ha sido hasta 2023, que se nombró a una mujer nacida en Murcia como Armengola.

## La Armengola en el cine y el teatro
La Armengola ha sido adaptada al teatro por el dramaturgo Atanasio Die. La obra lleva por título La puerta de la traición, y se solía representar en contexto de las Fiestas de Moros y Cristianos de Orihuela.
También el director de cine oriolano, Pablo Riquelme, ha adaptado esta leyenda en su largometraje "Armengola, la leyenda" en el año 2011.

## La Armengola en la música
El compositor local, Francisco Jorge Mora García, maestro del colegio Santo Domingo, compone la banda sonora de la película "Armengola, la leyenda", del director Pablo Riquelme (2011). 
Años más tarde, en el 2020, Francisco Jorge Mora compone la obra musical "Armengola", una suite de concierto para banda sinfónica. La pieza fue estrenada un lunes 12 de julio de 2021 en el marco inigualable del Claustro de la Universidad del Colegio Santo Domingo de Orihuela. El estreno corrió a cargo de la Agrupación Musical Montesinos, dirigida por José Vicente Pérez Pérez. Esta suite está dedicada a la ciudad de Orihuela y al inolvidable dramaturgo y poeta Atanasio Die Marín.
Grabación de la obra musical "Armengola": https://www.youtube.com/watch?v=ERd2yqudywk

## La Armengola en el arte
La Armengola ha sido representada en el arte de la mano de Vicente Navarro. Es un cuadro que data de 1901, y es un óleo sobre lienzo. Actualmente, este cuadro está expuesto en el Museo de las Fiestas de la Reconquista (Orihuela). En este cuadro, podemos ver en un primer plano La Armengola con el Estandarte del Oriol, muy representativo de la ciudad de Orihuela. En un segundo plano, podemos apreciar a las Santas Justa y Rufina, dos santas muy veneradas por los oriolanos. Estas representan la aparición en el cielo y su identificación por el pueblo por medio de dos luces posadas en el castillo.
A finales de la década de 1970, el artista José Gutiérrez Carbonell (Alicante, 1924-2002) realizó el diseño de un monumento escultórico para la ciudad de Orihuela basado en la hazaña de La Armengola. La idea de Gutiérrez era representar a la nodriza triunfante, alzando una espada mientras sostiene a un niño en su regazo. Así consta en el boceto coloreado sobre papel que puede consultarse en el archivo audiovisual de la Universidad de Alicante, donde se distingue además cómo el conjunto se erige sobre un gran basamento de origen pétreo. Del proyecto también se conserva un vaciado en escayola en la Escuela de Arte y Superior de Diseño de Orihuela, centro en el que Gutiérrez fue profesor de talla en piedra y madera desde los primeros años de su fundación. La escultura mide 56 x 16 x 27 cm. y muestra el característico estilo del artista alicantino que interpreta la imagen de La Armengola a través de formas sintéticas y esquemáticas.
En el año 2004, el pintor figurativo nacido en Olula del Río (Almería) y muy reconocido en el Reino Unido, Andrés García Ibánez, se inspiró en la figura de la Armengola para la creación de una serie completa de obras pictóricas. Dicha colección se expone en el año 2005 en la Halcyon gallery londinense, traspasando así fronteras dicha leyenda.
La imagen de la figura de la Armengola está representada por una joven Oriolana, destacando entre toda la serie,  el denominado Armengola XVI, donde se representa, en la Plaza Teniente Linares de Orihuela, una Armengola contemporánea con la cabeza del Rey Moro a sus pies.

https://www.museoibanez.com/armengola
Serie: Armengola (2004)
Técnica: Óleo sobre tela
Tamaño: 195x130 cm.
Año: 2004
Ubicación: Colección privada. Reino Unido